# Hong Kong (métro de Hong Kong)
Pour les articles homonymes, voir Hong Kong (homonymie).

Ligne express de l'aéroport

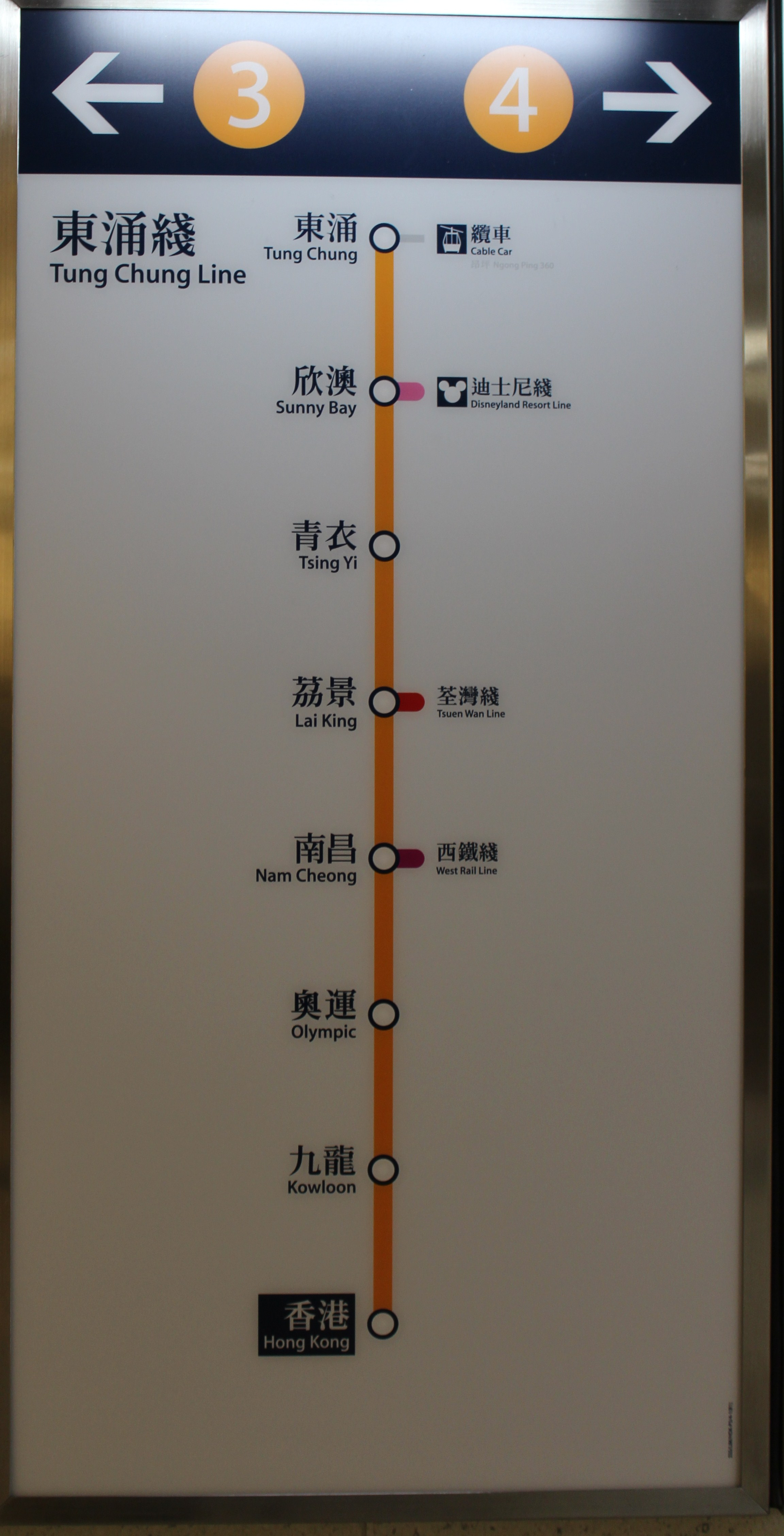
Ligne de Tung Chung

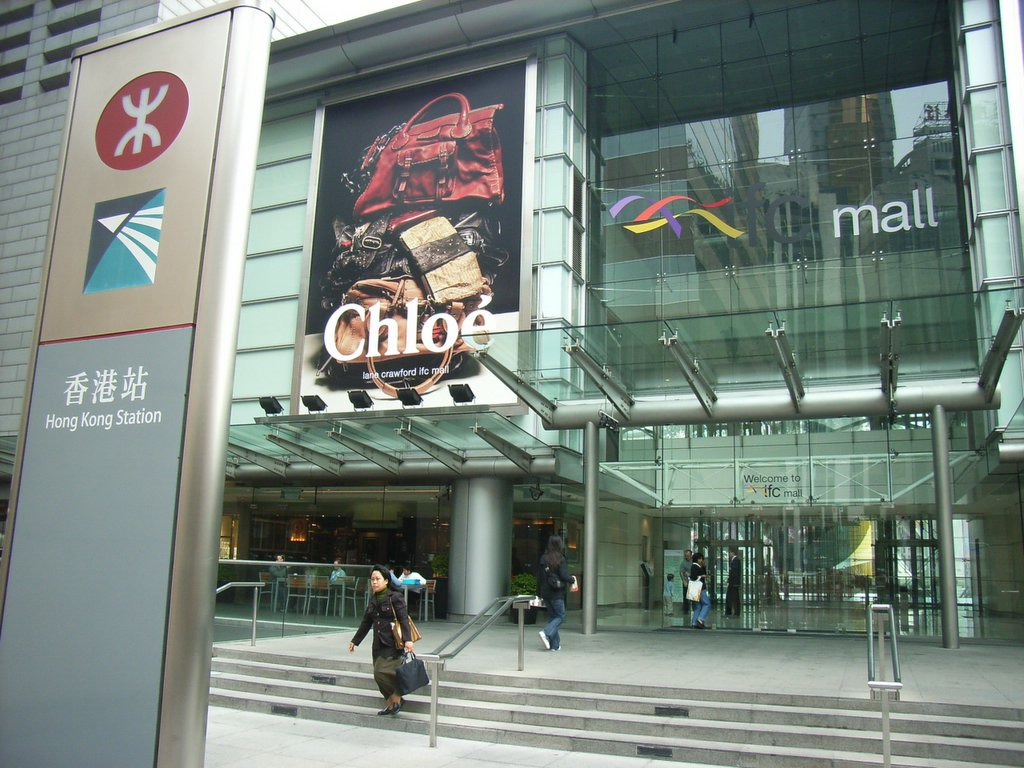
Complexe International Finance Centre

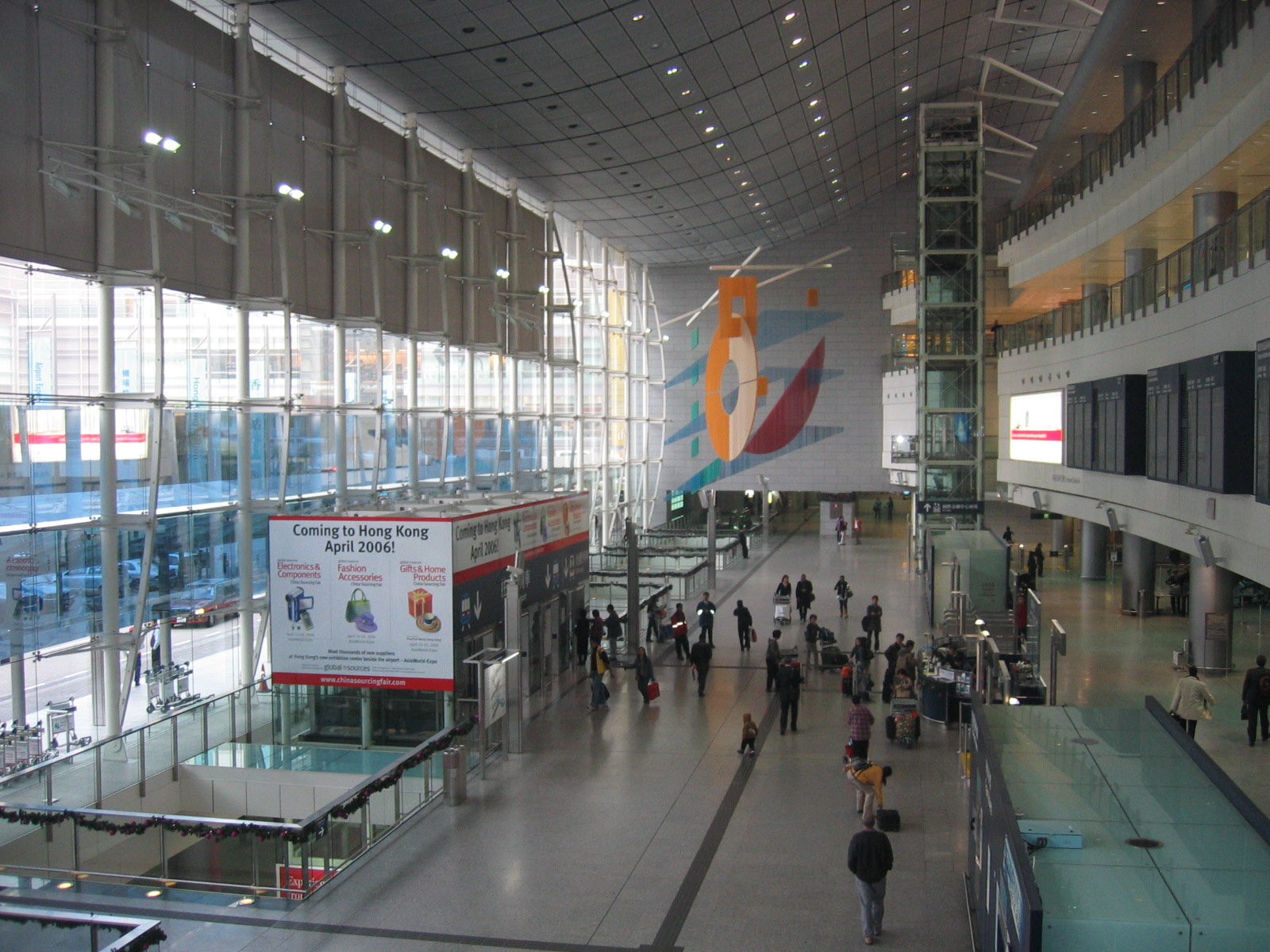
Lobby pour la connexion aux services express de l'aéroport

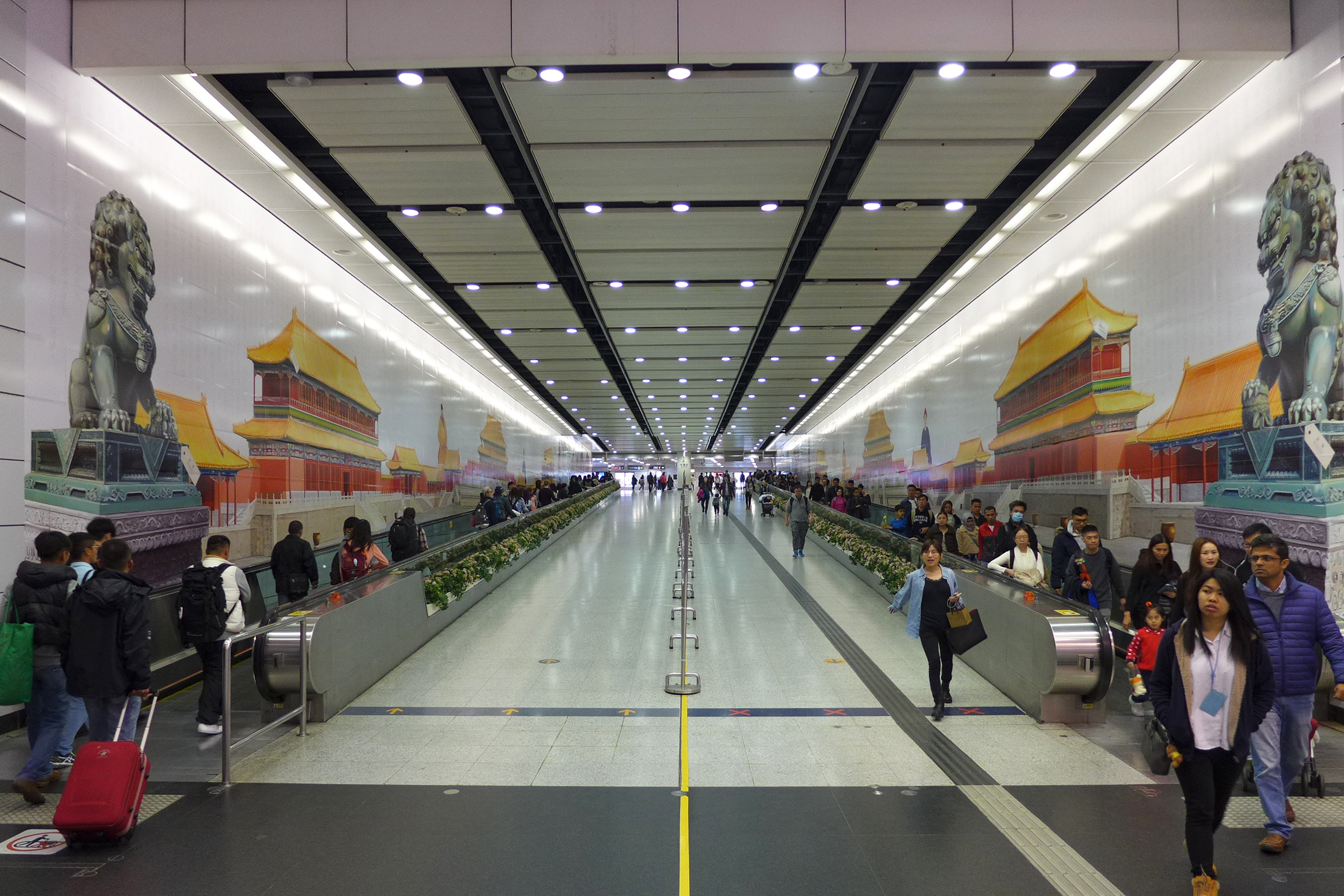
Passerelle souterraine entre Hong Kong (MTR) et Central (MTR)

Hong Kong (香港) est le terminus de la Tung Chung et de l'Airport Express du MTR de Hong Kong. Elle est située entre Man Cheung Street et Harbour View Street, Central, l'île de Hong Kong, et se trouve en dessous du International Finance Centre.
La station est construite dans le cadre du complexe International Finance Center. La station est connectée à la station Central via deux tunnels. Un trajet à pied entre les deux stations dure habituellement entre trois et six minutes. Les tunnels, qui traversent Connaught Road Central, sont équipés de tapis roulants.